# خوان كارلوس إينفانت
خوان كارلوس إينفانت (بالإسبانية: Juan Carlos Infante) هو لاعب محترف لكرة القاعدة ‏ فنزويلي، ولد في 8 أكتوبر 1981 في كاراكاس في فنزويلا.

## وصلات خارجية
- خوان كارلوس إينفانت على موقعبيزبول رفرنس.كوم (الدوري الثانوي) (الإنجليزية)